# Uhersko (Ukraina)
Uhersko (ukr. Угерсько), 1946–1993 Jabluniwka (ukr. Яблунівка) – wieś na Ukrainie, w rejonie stryjskim obwodu lwowskiego. Wieś liczy 1683 mieszkańców.
Pod koniec XIX w. na obszarze dworskim wsi znajdował się młyn Łęgi oraz karczma Komarówka.
W II Rzeczypospolitej do 1934 samodzielna gmina jednostkowa. Następnie należała do zbiorowej wiejskiej gminy Uhersko w powiecie stryjskim w woj. stanisławowskiem, której była siedzibą. Po wojnie wieś weszła w struktury administracyjne Związku Radzieckiego.
Znajduje tu się przystanek kolejowy Uhersko, położony na linii Lwów – Stryj – Batiowo.
W lutym 1934 roku doszło tutaj do rozpoczęcia eksploatacji odkrytych złóż gazu ziemnego po dokonaniu wierceń szybem wiertniczym "Polmin".